# Lycée Ferdinand-Foch (Rodez)
Le lycée Ferdinand-Foch est un établissement public d'enseignements général, professionnel et supérieur de la ville de Rodez, en Aveyron. Cet établissement est fondé en 1562 et est géré par les jésuites, dont la trace subsiste par la chapelle et d'autres constructions.

## Histoire

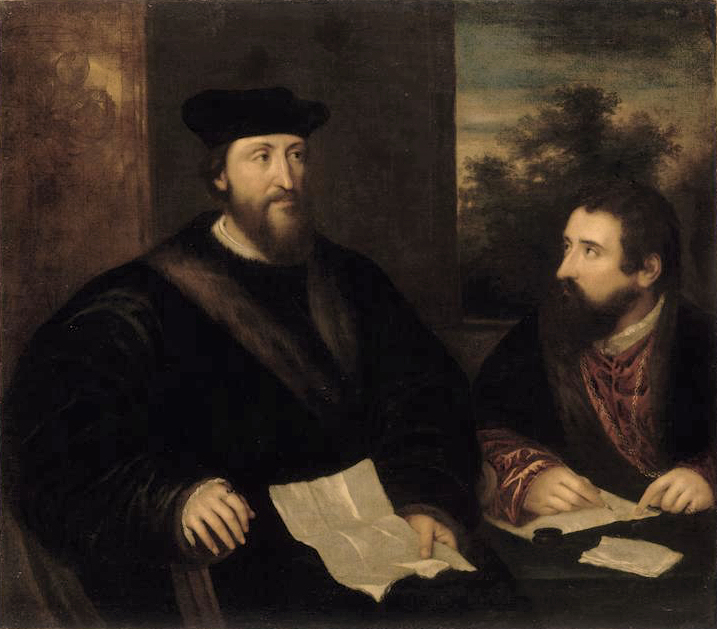
Le Cardinal d'Armagnac

Ce lycée a été fondé en 1562 par le cardinal d'Armagnac, un évêque de Rodez. Construit dans l'actuel centre-ville de Rodez, il était destiné à être un collège jésuites. Aujourd'hui, ce lycée est matérialisé par la chapelle de l'ancien collège des Jésuites, et la place Foch, qui, autrefois, jouait le rôle de "cour de récréation".
Pendant deux siècles, les jésuites en font un lieu prestigieux, un grand lieu de culture. Mais, en 1762, les Jésuites sont expulsés, et le collège devient un collège royal. La chapelle de l'ancien collège a été classée au titre des monuments historiques en 1927, un autre bâtiment et la fontaine ont été inscrits à l'inventaire supplémentaire en 1973.
Après la Révolution, en 1796, il porte le nom d’École centrale. Puis, en 1808, il obtient le titre de lycée impérial. Son appellation va bien évidemment être modifiée suivant les différents régimes politiques qui se succèdent en France durant le XIXe siècle.
Sous la Restauration, il redevient collège royal, puis à nouveau lycée impérial sous Napoléon III. Sous la Première République, on l'appelle simplement lycée de Rodez. C'est d'ailleurs durant cette courte période qu'il est fait lycée national. Son succès est tel qu'en 1884, on envisageait de le déplacer dans des locaux plus récents, à son emplacement actuel.
Pendant la guerre de 1914-1918, il est transformé en hôpital militaire, il ne retrouve son activité d'enseignement que durant l'entre-deux guerres, où il reçoit le nom d'un de ses anciens élèves : le Maréchal Ferdinand Foch. On parle désormais du lycée Foch (depuis 1931).
Durant la Seconde Guerre mondiale, de jeunes juifs y trouvent refuge.
C'est au début des années 1960 que sont construits les bâtiments actuels de la rue Vieussens. L'installation est achevée en 1962.
À la rentrée 1968, le lycée Foch (qui comptait déjà quelques filles dans les sections de 5e et de 6e ) et le collège Fabre (établissement qui assurait jusque-là la scolarité des jeunes filles de la 6e à la terminale) fusionnent.
Foch devient du jour au lendemain un lycée mixte de second cycle. Peu après, le lycée d'enseignement professionnel tertiaire y est installé.

## Enseignement général
Le lycée Ferdinand-Foch prépare les élèves au baccalauréat général. Les spécialités disponibles en Première et Terminale sont les suivantes : 
- Mathématiques
- Anglais monde contemporain (AMC)
- Langues, littératures et cultures étrangères en Anglais (LLCE-Anglais)
- Langues, littératures et cultures étrangères en Espagnol (LLCE-Espagnol)
- Langues, littératures et cultures étrangères en Allemand (LLCE-Allemand)
- Histoire-géographie, géopolitique et sciences politiques (HGGSP)
- Physique-chimie (PC)
- Sciences économiques et sociales (SES)
- Sciences de la vie et de la Terre (SVT)
- Humanités, littérature et philosophie (HLP)
- Numérique et sciences informatiques (NSI)
- Langues et cultures de l'Antiquité (LCA)
- Arts plastiques
- Musique

Trois langues y sont enseignées en section européenne à partir de la Seconde : anglais, espagnol, allemand.

## Enseignement professionnel

### 3eDécouverte professionnelle
Taux de réussite aux brevets des collèges ; session 2007-2008

- Taux de réussite au brevet des collèges pour la série professionnelle : 95,00 %
- Taux de réussite au brevet des collèges pour la série technologique : 87,50 %

### CAP
Le lycée professionnel Foch propose un seul CAP : le CAP ECMS (Employé Commerce MultiServices).

### BEP
- VAM (Vente Action Marchande)
- CSS (Carrière Sanitaire et Sociales)

### Baccalauréats professionnels
- Comptabilité
- Service désormais appelée ARCU (classe européenne)
- Secrétariat
- Vente

### Résultats
|                                 | 2008     |
| ------------------------------- | -------- |
| Métiers de la comptabilité      | 87,50 %  |
| Métiers du Secrétariat          | 89,47 %  |
| Vente Action Marchande          | 96,77 %  |
| Carrières Sanitaires et Sociale | 100,00 % |

|              | 2008     |
| ------------ | -------- |
| Comptabilité | 100,00 % |
| Service      | 100,00 % |
| Secrétariat  | 100,00 % |

## Enseignement supérieur
Depuis 2015, en partenariat avec le Lycée Alexis-Monteil, le Lycée Foch accueille une classe préparatoire aux grandes écoles (CPGE) scientifique de type MPSI (mathématiques, physique et sciences de l'ingénieur). Cette classe peut accueillir jusqu'à 24 étudiants.

## Classement du Lycée
En 2015, le lycée se classe 6e sur 12 au niveau départemental quant à la qualité d'enseignement, et 1008e au niveau national. Le classement s'établit sur trois critères : le taux de réussite au bac, la proportion d'élèves de première qui obtient le baccalauréat en ayant fait les deux dernières années de leur scolarité dans l'établissement, et la valeur ajoutée (calculée à partir de l'origine sociale des élèves, de leur âge et de leurs résultats au diplôme national du brevet).